# Metu
Metu – miasto w Etiopii, w regionie Oromia. W 2010 liczyło 41 439 mieszkańców.